# Brujos de Los Tuxtlas
Los Brujos de Los Tuxtlas fue un equipo de béisbol que participó en la Liga Invernal Veracruzana con sede en San Andrés Tuxtla, Veracruz, México.

## Historia

### Inicios
Los Brujos son uno de los equipos fundadores de la segunda etapa de la Liga Invernal Veracruzana en el año 2005, y desde su aparición en el circuito han tenido siempre buenas actuaciones, siendo el equipo más ganador de la liga.
Bajo la dirección del mánager Pedro Meré, han ganado 6 títulos en su historia en este circuito.

### Actualidad
El lunes 4 de febrero de 2013 los Brujos se convirtieron en el primer campeón de la Serie Latinoamericana, concluyendo una gran temporada logrando anteriormente su cuarto título en la LIV. Los Brujos, representando a México, se convirtieron en los primeros campeones de la Serie Latinoamericana de Béisbol (Serie Latinoamericana Veracruz 2013), al vencer por pizarra de 1-0 a los Tigres de Chinandega de Nicaragua en un gran partido celebrado en el Parque Deportivo Universitario "Beto Ávila" del puerto de Veracruz, México.

## Jugadores

### Roster actual
Actualizado al 3 de enero de 2016.
"Temporada 2015-2016"
| Lanzadores: - 15 Cupertino León Hernández - 23 Erubiel González Elvira - 31 Logan Durán - 32 Heberto González Ramírez - 34 Ignacio Montaño Rodríguez - 36 Matías Carrillo - 37 Luis Ignacio Ayala - 45 Rodolfo Aguirre Aguirre - 60 Kelvin Pérez Morel - 65 Salvador García Zárate - 68 Julio César Muñiz - 85 Omar Francisco Javier González - # Benny Austin Suárez Palmer - # Salvador Valdez Receptores: - 12 César Tapia - 35 Juan Kirk |  | Jugadores de Cuadro: - 3 Emanuel Valdez - 10 Omar Mendoza López - 11 Adelaido Martínez Ruiz - 13 Héctor Hernández Castro - 26 Luis Terrero - 70 Miguel Torrero Jardineros: - # Karim García Aguayo - 3 Ángel Francisco Rivera Morán - 19 Enrique Osorio Ramos - 75 Serafín Rodríguez Hernández - 90 Eloy Gutiérrez Arce Mánager: 4 Pedro Meré |

 =  Cuenta con nacionalidad mexicana. 

### Roster Temporada 2008-2009 (CAMPEONES)
| Lanzadores: - 1 Ernesto Vizcarra - 2 Leo Figuereo - 9 Luis Meré Díaz - 14 Alberto Manríquez - 18 Guadalupe Pérez Montero - 21 Wilfrido Flores - 23 Erubiel González - 27 Enrique Ramírez - 51 Cupertino León - 55 Emigdio López ** - 63 Leo Muñoz - 64 Leobardo Alberto Moreno - 65 Daniel Pérez - 66 Jairo Molina Cobos - 67 Francisco Javier Rivera Flores Receptores: - 12 Francisco Rivera Fernández - 22 Humberto Sosa Ahumada - 24 Juan Manuel del Campo |  | Jugadores de Cuadro: - 4 Pedro Meré Cárdenas * - 7 Pedro Iturbe Salas - 8 Carlos Sosa Ahumada - 11 Alfonso Nava - 13 Héctor Hernández Castro - 19 Carlos Meré Díaz - 20 Raúl Hernández Herux - 26 Omar Bramasco Jardineros: - 25 Román González García - 34 Demond Smith - 50 Noe Mata Orozco - 53 Efraín Barragán Lara Cuerpo Técnico: - Mánager: Pedro Meré Cárdenas * - Coach: Francisco Rivera Gómez - Coach: Emigdio López ** - Coach: Alejandro Ortiz - Trainer: Adolfo Torres - Bat Boy: Gerardo Lara |

 (*) Mánager-Jugador.  
  (**) Coach-Jugador. 

### Roster Temporada del BICAMPEONATO
"Temporada 2009-2010" (BICAMPEONES)
| Lanzadores: - 55 Emigdio López ** - 63 Leo Muñoz - 92 Leo Figuereo - 18 Guadalupe Pérez Montero - 15 Cupertino León - 23 Erubiel González - 1 Ernesto Vizcarra - 27 Enrique Ramírez - 14 Alberto Manríquez - 30 Leobardo Alberto Moreno - 65 Daniel Pérez - 51 Eleazar Mora - 33 Isidro Márquez - 66 Sergio Martínez (Novato Veracruzano) - 67 Emil Kamar Receptores: - 12 Francisco Rivera Fernández - 22 Humberto Sosa Ahumada - 99 Rafael Aguilar |  | Jugadores de Cuadro: - 4 Pedro Meré Cárdenas * - 7 Pedro Iturbe Salas - 8 Carlos Sosa Ahumada - 11 Fernando Alejos - 19 Carlos Meré Díaz - 21 Kit Donovan Pellow - 6 Omar Bramasco Jardineros: - 25 Román González García - 50 Noe Mata Orozco - 2 Luis Arredondo - 3 Ángel Francisco Rivera Cuerpo Técnico: - Mánager: Pedro Meré Cárdenas * - Coach: Francisco Rivera Gómez - Coach: Emigdio López ** - Coach: Alejandro Ortiz - Coach: Remigio Díaz - Trainer: Adolfo Torres - Bat Boy: Baudel Díaz - Bat Boy: Rodrigo Díaz - Catcher Bullpen: Jair Caixba Jugadores De Reserva: - 29 Fehland Lentini - 16 José Guadalupe Chávez - 17 Santiago González Córdoba |

 (*) Mánager-Jugador.  
  (**) Coach-Jugador. 